# Right Now (Nick Jonas e Robin Schulz)
Right Now è un singolo del cantautore statunitense Nick Jonas e del DJ tedesco Robin Schulz, pubblicato il 24 agosto 2018 .

## Video musicale
Il video musicale è stato pubblicato il 27 settembre 2018 sul canale Vevo-YouTube del cantante.